# Ángela Expósito
Ángela Lisbeth Expósito Carrillo (Venezuela, 1965) es una profesora de biología, activista y proteccionista de animales venezolana con nacionalidad española, siendo la directora de la organización no gubernamental Fundanimal. Ángela fue arrestada en 2018 y ha sido sometida a tortura durante su detención. Antes de su arresto, había convertido su hogar en un refugio para mascotas en situación de abandono. Este compromiso la llevó a cuidar a los animales de algunas personas perseguidas políticamente, como el expolicía Oscar Pérez. Los perros fueron trasladados al Helicoide, lugar donde para 2024 aún se encontraban.

## Carrera
Ángela es proteccionista de animales y docente de profesión, además de investigadora en el área de conservación de fauna silvestre. También ha estudiado derecho. Comenzó a rescatar a animales desde los ocho años y en 2009 registró la fundación Fundanimal, organización no gubernamental donde ha sido su directora. La ONG se ha encargado de cuidar de animales en la calle y a mascotas de perseguidos políticos, incluyendo aquella del ex policía del CICPC Óscar Pérez y los perros del coronel retirado Oswaldo García Palomo.

## Detención
En julio de 2018, Ángela recibió la denuncia por redes sociales de dos perros que se encontraban días sin ser alimentados, pidiéndole que los rescataran. Una mujer identificada como Dante le envió una dirección en el estado Miranda, la casa donde vivía la familia del coronel retirado Oswaldo García Palomo. En la urbanización, el vigilante le confirma que hay dos perros en la vivienda. Al día siguiente, la presidenta del edificio le informó a Expósito que las personas encargadas de cuidar del lugar no habían regresado a la casa. Ángela mantuvo reuniones con la alcaldía de Carrizal, Protección Civil y otros organismos, los cuales le recomendaron a hacer la denuncia. Ángela procedió a hacerla.
La alcaldía contactó Ángela para rescatar a las mascotas junto con la policía, protección civil y personal de la alcaldía. No tenía relación con los dueños de la casa, pero llevó los perros a casa de su hermana, quien ya contaba con otros tres perros en la parte trasera. Después de unos días tuvo contacto con la dueña, quien estaba en Canadá, le informó que no se podía quedar por cuestiones de espacio y pidió que cuidara de los perros. Una persona le refirió a Henryberth Rivas para que la ayudara como voluntario a cuidar de los animales, diciendo que necesitaba ayuda al tener un problema con sus documentos y pidiéndole que se quedara en su casa.
El 21 de septiembre de 2018 Ángela se queda en Los Teques, en Miranda, porque al día siguiente iba a llevar comida al estado Aragua. En la madrugada del 22 de septiembre, por agentes del Servicio Bolivariano de Inteligencia (SEBIN) entraron en la propiedad, sin orden de allanamiento, preguntándole por Morfeo (refiriéndose a Henryberth Rivas), quien Expósito no conocía por ese apodo. Los funcionarios detuvieron a Ángela, se llevaron a los perros, a una guacamaya y robaron varios objetos personales en el edificio incluyendo enseres del hogar (televisor, ventiladores, guitarra, etc.). Vecinos denunciaron que los efectivos volvieron a hacerlo en al menos cinco oportunidades más. Ángela fue condenada a 24 años de prisión el 4 de agosto de 2022, acusada de participar en el atentado de drones contra Nicolás Maduro de 2018, sin que se presentara evidencia de su participación en la conspiración.
Ángela ha sido sometida a múltiples torturas durante su detención, incluyendo golpizas, asfixias con bolsas plásticas y descargas eléctricas, además de arrancarle uñas con una tenaza y torturas de la Edad Media.A pesar de su delicado estado de salud, que incluye asma y trastornos respiratorios, Ángela no ha recibido atención médica adecuada.Ha tenido que dormir en un colchón sucio y manchado de sangre, y realizar sus necesidades en un envase plástico, ignorando condiciones básicas de higiene y dignidad. Ha sido mantenida en un cuarto pequeño, muy frío y con luz constante, afectando su percepción del tiempo y agravando el desgaste psicológico.

## Homenajes
El 8 de marzo de 2023, en el Día Internacional de la Mujer, Ángela Expósito fue homenajeada en tres murales inaugurados para honrar a nueve mujeres presas y expresas políticas en Cuba, Nicaragua y Venezuela ubicados en Bogotá, San José y Santiago de Chile.